# Список країн під владою Єлизавети II

Монархії, території та протекторати Єлизавети II з 1952 по 2022 рік
Королівські володіння на момент її смерті
Колишні володіння
Залежні території на момент її смерті
Колишні залежні території та протекторати

Кількість держав, очолюваних Єлизаветою II, змінювалась протягом 70 років її перебування на посаді королеви, загалом у цей період вона вважалася сувереном 32 незалежних країн. Королева Сполученого Королівства (включно з Британськими заморськими територіями) також була монархом трьох коронних територій. У якості королеви Нової Зеландії вона була монархом двох асоційованих штатів — Острови Кука та Ніуе — після того, як вони отримали цей статус у 1965 та 1974 роках відповідно.
Ситуації двох країн відрізняються від інших. Уряд невизнаного штату Родезія проголосив свою вірність Єлизаветі II як королеві Родезії з 1965 по 1970 рік. Однак вона не прийняла ні роль, ні титул, і це не було визнано жодною іншою державою. Фіджі стали республікою в результаті військового перевороту в 1987 році, після чого Велика рада вождів продовжувала визнавати Єлизавету II королевою та верховним вождем Фіджі до розформування ради 14 березня 2012 року. Це був лише церемоніальний титул і не мав ролі в уряді.

## Список країн
Держави, очолювані Єлизаветою ІІ з 1952 по 2022 рік